# Liberators!
Liberators! (en español ¡Libertadores!) es un juego de guerra de miniaturas de plomo de 15 mm ambientado en las guerras de independencia sudamericanas, diseñado por John Fletcher. El juego está proyectado para abarcar diferentes períodos de la época, divididos en varios volúmenes que incluyen datos relativos a los teatros de operaciones involucrados en cada conflicto bélico, la organización de los ejércitos intervinientes, información sobre uniformología militar de cada bando y numerosos escenarios listos para ser jugados. Hasta el momento, "Liberators!" solo se publica en inglés y en Estados Unidos, pudiendo adquirirse desde cualquier parte del mundo vía internet.

## Volumen 1:"The War in the South"
El primer volumen de Liberators!, abarca de manera integral el proceso independentista en los territorios comprendidos dentro de las antiguas divisiones coloniales españolas del Virreinato del Río de la Plata y la Capitanía General de Chile, correspondientes a los actuales Argentina, Chile, y Bolivia (antiguo "Alto Perú"), entre los años 1810 y 1823.
Publicado íntegramente a color, esta primera entrega del juego se propone introducir al lector en el período en el que se situarán las batallas que se encuentra a punto combatir, dedicando la primera parte del libro a una breve descripción de la situación histórica en cuestión, sus principales actores y figuras así como las implicancias y repercusiones de sus principales sucesos. El resto del volumen describe en una segunda sección los escenarios a jugar (incluyendo mapas y descripciones sobre la situación táctica de cada batalla, así como las eventuales contingencias que pudieren surgir durante el mismo, y las reglas aplicables en cada caso), y en una tercera, cuenta con una serie de detalladas láminas sobre los uniformes de las unidades militares intervinientes en cada batalla, tanto del lado realista como del criollo, realizadas por el oficial reservista del Ejército Argentino César Puliafito.
Entre los escenarios incluidos en el volumen 1, se encuentran:
- Huaqui (1810)
- Tucumán (1812)
- Vilcapugio (1813)
- Salta (1813)
- Ayohuma (1813)
- Sipe Sipe (1815)
- Chacabuco (1817)
- Talcahuano (1817)
- Cancha Rayada (1818)
- Maipo (1818)
- Torata (1823)
- Moquegua (1823)

### Suplemento 1:"The War in the South"
El suplemento contiene las reglas básicas del juego utilizadas por el autor en convenciones sobre el tema, conjuntamente con 6 nuevos escenarios y más de 125 diagramas de uniformes correspondientes a cada batalla, incluyendo no solo a los de la tropa, suboficiales y oficiales, sino también a los músicos, y los uniformes específicos de generales.
Se incluye entre los nuevos escenarios:
- Rancagua alternativo (1814): Una versión de la batalla de Rancagua original, con algunas modificaciones.
- Chacabuco alternativo (1817): Una versión de la batalla de Chacabuco original, con algunas modificaciones.
- '"What If" Lima (1821): La batalla de Lima, con la adición de ciertas condiciones que modifican su estado de situación original.
- Ica (1822)
- Zeptia (1823)
- Puquillihue & Bellavista (1826)

## Volumen 2:"The War in the North"
Todavía en desarrollo, la nueva entrega de Liberators! (abarcando la misma época), tratará sobre las campañas militares de emancipación colonial emprendidas por Simón Bolívar y Antonio José de Sucre, conteniendo nuevos escenarios y descripciones sobre la situación político militar en cada caso, editado nuevamente a color y con ilustraciones de Victoria Panuncio.